# Babilonska umjetnost
Babilonska umjetnost (1900. – 539. pr. Kr.) u srednjoj Mezopotamiji je bila najutjecajnija civilizacija mezopotamijske umjetnosti. Javlja se jačanjem grada Babilona nakon pada III. urske dinastije (oko 2017. – 1793. pr. Kr.), a za vrijeme vladara Hamurabija Babilonija se proširila cijelom Mezopotamijom (tzv. zlatno doba od 1792. – 1595. pr. Kr.). Nakon pada Babilona pod Hetitima i vladavine Kasitske dinastije, Asirskog Carstva (Asirska umjetnost), Babilon ponovno uspostavlja svoju vladavinu, tzv. Novobabilonsko carstvo (626. – 539. pr. Kr.) koje doživljava vrhunac za vladavine Nabokodonozora II. (604. – 562. pr. Kr.).

## Rano starobabilonsko razdoblje
Drugo tisućljećje prije Krista je bilo razdoblje skoro neprekidnih nemira u Mezopotamiji. Središnja vlast bila je u rukama domaćih vladara samo u razdoblju između 1760. i 1600. pr. Kr., kada je Babilon preuzeo ulogu koju su nekad imao Akad i Ur. Hamurabi, osnivač babilonske dinastije, je najznačajnija figura tog razdoblja. Gledao je na sebe kao na miljenika boga sunca Šamaša, čija je misija bila uvođenje pravde na zemlji. Grad je postao kulturno središte Sumera i sačuvao ugled više od tisuću godina pošto je prošpala njegova politička moć.
Umjetnost iz ovog razdoblja je slična novosumerskoj i odlikuju je mnoštvo fantastičnih životinja, bikova i lavova, čiji su kipovi stražarili na vratima. U ovom razdoblju je nastao je Hamurabijev zakonik (oko 1760. pr. Kr.), isklesan na visokoj stijeni od diorita, na čijem vrhu je predstavljen sam Hamurabi oči u oči s bogom Šamašem, što predstavlja paralelu s kipovima iz Abuovog hrama nastalima tisuću godina ranije. Iako je isklesan četiri stoljeća poslije Gudeinih kipova, on je čvrsto vezan za njih, kako stilom, tako i tehnikom. Reljef je veoma visok, tako da figure deluju izduženo u odnosu na figure na Naram-Sinovoj steli.

## Novobabilonsko carstvo
Iz pepela što su ga ostavili nemiri i ratovi s Asirijom, u Babiloniji se izdiže nova dinastija čiji je rodozačetnik Nabopolasar, Kaldejac koji je okrunjen kraljem Babilonije nakon podbjede nad Asirijom kod Nipura i Babilona, 626. pr. Kr. Vrhunac carstva je vladavina njegova sina Nabokodonozora II. (604. – 562. pr. Kr.) koji je svojoj vlasti podložio cijelo područje Asirije. On je bio i graditelj i zaštitinik kulture, što mu je i omogućeno mirom na granicama. U Babilonu je izgradio novu palaču uz obalu Eufrata, obnovio zidine grada (Ištarine dveri, 575. pr. Kr.), te izgradio most kako bi povezao dijelove grada na suprotnim obalama. Hramski zigurat (Babilonska kula) u potpunosti je obnovljen, kao i obližnji Mardukov hram. Na vrhu zigurata bile su zasađene biljke, što je moglo proširiti legendu o babilonskim „visećim vrtovima“. Sačuvani su i fragmenti epa o Nabukodonozoru iz toga doba.
Godine 539. pr. Kr. Babiloniju napadaju Perzijanci predvođeni kraljem Kirom Velikim i Perzijanci ulaze u Babilon. Otada više u Babiloniji neće biti domaćih vladara.
- Starobabilonski cilindrični pečat iz oko 1800. pr. Kr. na kojemu dva kralja prinose darove bogu sunca (desno).
- Čovjek u molitvi iz Larse, bronca, visine 19,6 cm, Louvre, Pariz.
- Babilonski lav na ulazu u Babilon, bazalt, 1 x 2 m, Irak.
- Detalj s ceremonijalnog prilaza Ištarinih dveri, Istanbul
- Soba s prijestoljem iz Babilona, Berlin

## Poveznice
- Mezopotamijska umjetnost
- Sumerska umjetnost
- Asirska umjetnost